# Menjagrà alabarrat
El menjagrà alabarrat (Sporophila americana) és un ocell de la família dels tràupids (Thraupidae).

## Hàbitat i distribució
Habita cantells de la selva pluvial, zones amb herba, arbusts i vegetació secundària. sembrats i boscos de la zona occidental i septentrional de l'Amazònia, a Tobago nord-est de Veneçuela, Guaianes i Brasil septentrional.